# William Blair Bruce

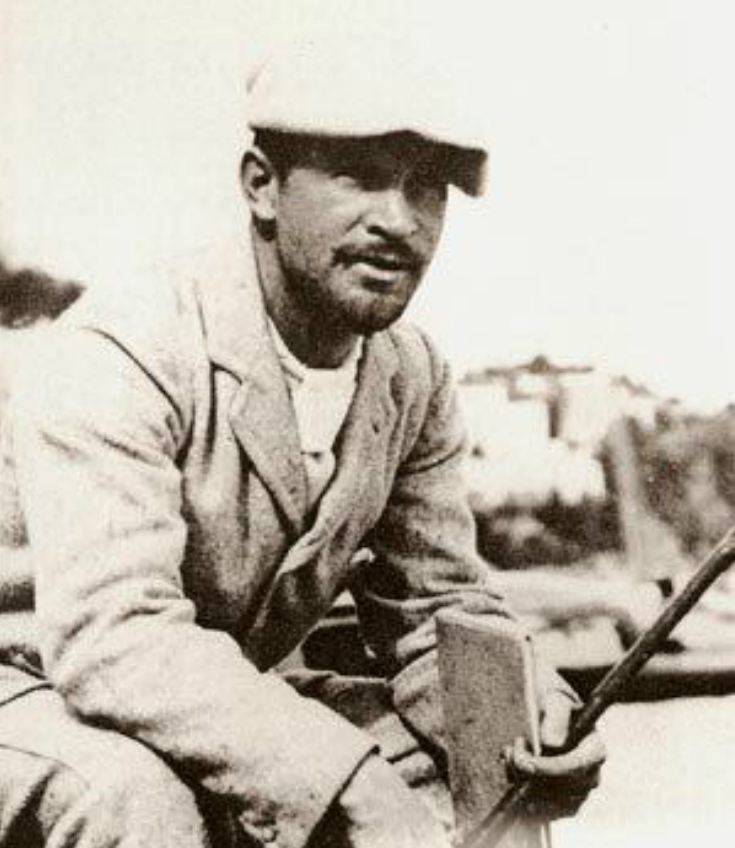
William Blair Bruce

William Blair Bruce (* 8. Oktober 1859 in Hamilton, Ontario, Kanada; † 17. November 1906 in Stockholm, Schweden) war ein kanadischer Maler. Nach einem mehrjährigen Aufenthalt in Frankreich ließ er sich zusammen mit seiner Frau Carolina Benedicks-Bruce in Schweden nieder. Er gehörte zu den frühen kanadischen Malern des Impressionismus.

## Leben
William Blair Bruce wurde 1859 in Hamilton, Ontario, geboren. Seine Eltern William Bruce und Janet Blair kamen als Einwanderer aus Schottland nach Kanada. Sie erkannten früh das künstlerische Talent ihres Sohnes und sein Vater erteilte ihm Zeichenunterricht. Nach der schulischen Ausbildung studierte William Blair Bruce zunächst Rechtswissenschaft am Hamilton Collegiate Institute, wechselte wenig später jedoch zu einem Architekturstudium ans Mechanics’ Institute seiner Heimatstadt. Darüber hinaus arbeitete er in Hamilton für den Architekten James Balfour.
Nachdem William Blair Bruce bereits in Hamilton bei Henry Martin (1832–1904) Unterricht in Aquarell- und Ölmalerei erhalten hatte, finanzierten ihm seine Eltern 1881 einen Studienaufenthalt in Frankreich. Er besuchte die Pariser Académie Julian und nahm Unterricht bei den Malern William Adolphe Bouguereau und Tony Robert-Fleury, die ihm die Grundlagen der akademischen Malerei vermittelten. 1882 debütierte Bruce im Pariser Salon mit dem Gemälde Une lisière de la forêt – matin. In seinen frühen in Frankreich entstandenen Bildern orientierte sich Bruce an den Malern der Schule von Barbizon. In Barbizon mietete er sich 1882 ein Haus, widmete sich dort der Freiluftmalerei und schuf überwiegend Landschaftsgemälde. Zudem besuchte er Grez-sur-Loing, wo er mit schwedischen Malern wie Carl Larsson, seiner Frau Karin, Bruno Liljefors und August Strindberg zusammentraf. Auf internationalen Ausstellungen, beispielsweise denen der Londoner Royal Academy of Arts, versuchte er mit großformatigen Gemälden Erfolg zu finden und konnte beispielsweise 1884 im Pariser Salon mit dem Bild Temps passe die Kritiker überzeugen. Trotz dieser Anerkennung geriet er wenig später in finanzielle Schwierigkeiten. Nach einem Nervenzusammenbruch kehrte er im Herbst 1885 zur Erholung nach Kanada zurück. Er plante, dort seine Bilder bei Ausstellungen in Toronto, Hamilton und London zu zeigen. Die hierfür von Bruce vorgesehenen 200 Gemälde gingen jedoch beim Untergang des Frachtschiffs SS City of Brooklyn am 8. November 1885 vor der Insel Anticosti im Sankt-Lorenz-Golf verloren.
Noch vor seiner Abreise hatte Bruce in Frankreich die schwedische Bildhauerin Carolina Benedicks kennengelernt. Zusammen mit ihrem Onkel besuchte sie ihn 1886 in Kanada. Bruce und Benedicks verlobten sich in Hamilton und kehrten Ende des Jahres 1886 nach Frankreich zurück. Bruce ließ sich zunächst wieder in Barbizon nieder, zog anschließend im Mai 1887 nach Giverny. Hier, am Wohnort von Claude Monet, hatte der amerikanische Maler Theodore Robinson eine Künstlerkolonie begründet. Bruce entwickelte in Giverny eine impressionistischen Malweise mit farbenfrohen Landschaftsmotiven wie etwa Die Brücke am Limetz oder Regenbogen.

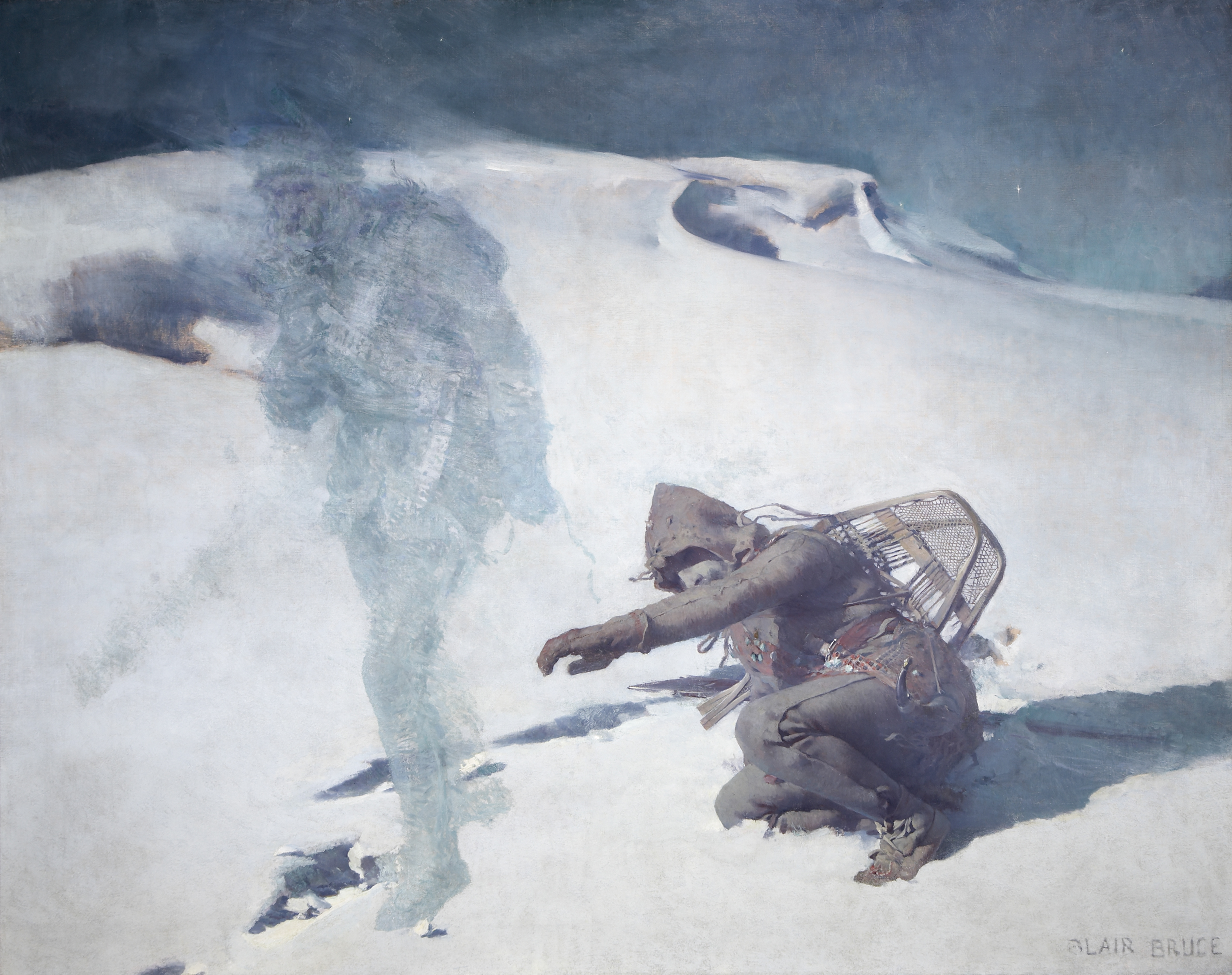
William Blair Bruce: The Phantom Hunter

1888 schuf Bruce in Frankreich mit The Phantom Hunter eines seiner bekanntesten Gemälde. Das Motiv entstand nach dem Gedicht Walker of the Snow des Schriftstellers Charles Dawson Shanly und zeigt einen Mann in einer Schneelandschaft, dem ein Geist erscheint. Durch die realistische Darstellung des Jägers und die freiere Malweise der Landschaft verband Bruce in diesem Gemälde die beiden für sein Werk bestimmenden Stilmittel. Er versuchte mit dieser nordamerikanischen Winterszene ein internationales Publikum zu gewinnen und entsprach mit dem Sujet den patriotischen Forderungen der kanadischen Presse, die Künstler des Landes sollten sich mit Themen ihrer Heimat beschäftigen. Nachdem Bruce das Gemälde The Phantom Hunter im Pariser Salon von 1888 ausgestellt hatte, erhielt er vor allem in den kanadischen Zeitungen wohlwollende Kritiken.

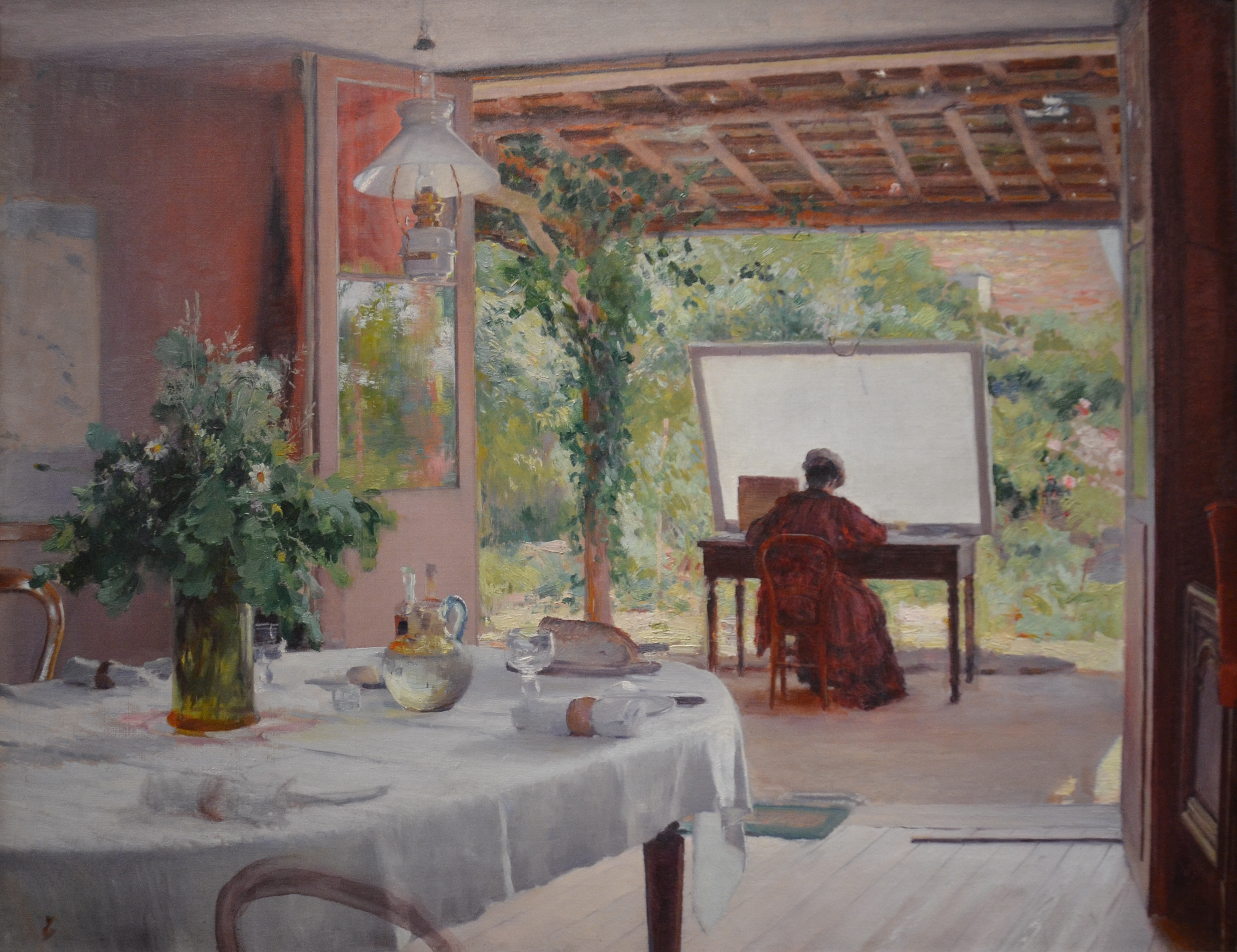
William Blair Bruce: Freiluftatelier

Im Mai 1888 hielten sich William Blair Bruce und seine Frau drei Monate in Visby auf der schwedischen Insel Gotland auf. Er widmete sich hier der Marinemalerei und schuf zahlreiche Skizzen, darunter Vorarbeiten für sein 1896 im Pariser Salon gezeigtes Gemälde Das Mittelmeer bei Toulon – Zeit des Mistral. Am 5. Dezember 1888 heiratete Bruce in Stockholm Carolina Benedicks. Sie wurde in den Folgejahren sein bevorzugtes Modell. Aus dieser Ehe entstammt eine Tochter, die jedoch bereits als Kleinkind verstarb. Das Paar ließ sich zunächst im französischen Saint-Nazaire nieder, kehrte jedoch im Mai 1889 zurück nach Grez-sur-Loing, wo Bruce mehrere Bilder im impressionistischen Stil malte. Hierzu gehört das Gemälde Freiluftatelier, indem er seine Frau beim Zeichnen auf der Terrasse ihres Hauses zeigt. Der Blick geht dabei von einem Innenraum heraus in den Garten, wobei das Bild die Sujets Interieur, Genreszene, Stillleben und Landschaftsbild geschickt miteinander verbindet. In Grez-sur-Loing besuchte der amerikanische Maler Walter Gay das Paar, der mehrere Bilder von Bruce erwarb. Bruce und seine Frau lebten bis 1894 in Grez-sur-Loing. In dieser Zeit reisten beide wiederholt nach Paris und Südfrankreich, besuchten Rom, Venedig und die Insel Capri. In Paris bezog das Paar 1894 eine Wohnung im Künstlerviertel Cité fleurie. 1895 brachen beide zu einem Kurzbesuch nach Kanada auf, wo sie Hamilton besuchten und Bruce Porträts von Irokesen im Reservat Six Nations of the Grand River malte.
Bruce und seine Frau lebten ab 1900 dauerhaft auf der schwedischen Insel Gotland. Sie hatten nördlich von Visby ein Anwesen erworben, das sie Brucebo nannten und bis 1906 erheblich ausbauten. Im Winter 1903/1904 besuchte das Paar Korsika. In seinen letzten Lebensjahren entstanden zahlreiche Werke mit schwedischen Motiven, darunter Ansichten der Ostsee und folkloristische Szenen. Am 17. November 1906 starb William Blair Bruce im Alter von 47 Jahren an Herzinfarkt in Stockholm. Er wurde auf dem Friedhof von Väskinde auf Gotland bestattet. Das Wohnhaus Brucebo ist heute ein Künstlermuseum mit den Werken von Bruce und seiner Frau. Sie stiftete 29 Gemälde von William Blair Bruce seiner Heimatstadt Hamilton. Diese Bruce Collection diente als Grundstock der heutigen Art Gallery of Hamilton. Das Werk von Bruce beeinflusste eine Reihe von kanadischen Künstlern, darunter Albert H. Robinson und Maurice Galbraith Cullen.

## Werke in öffentlichen Sammlungen (Auswahl)

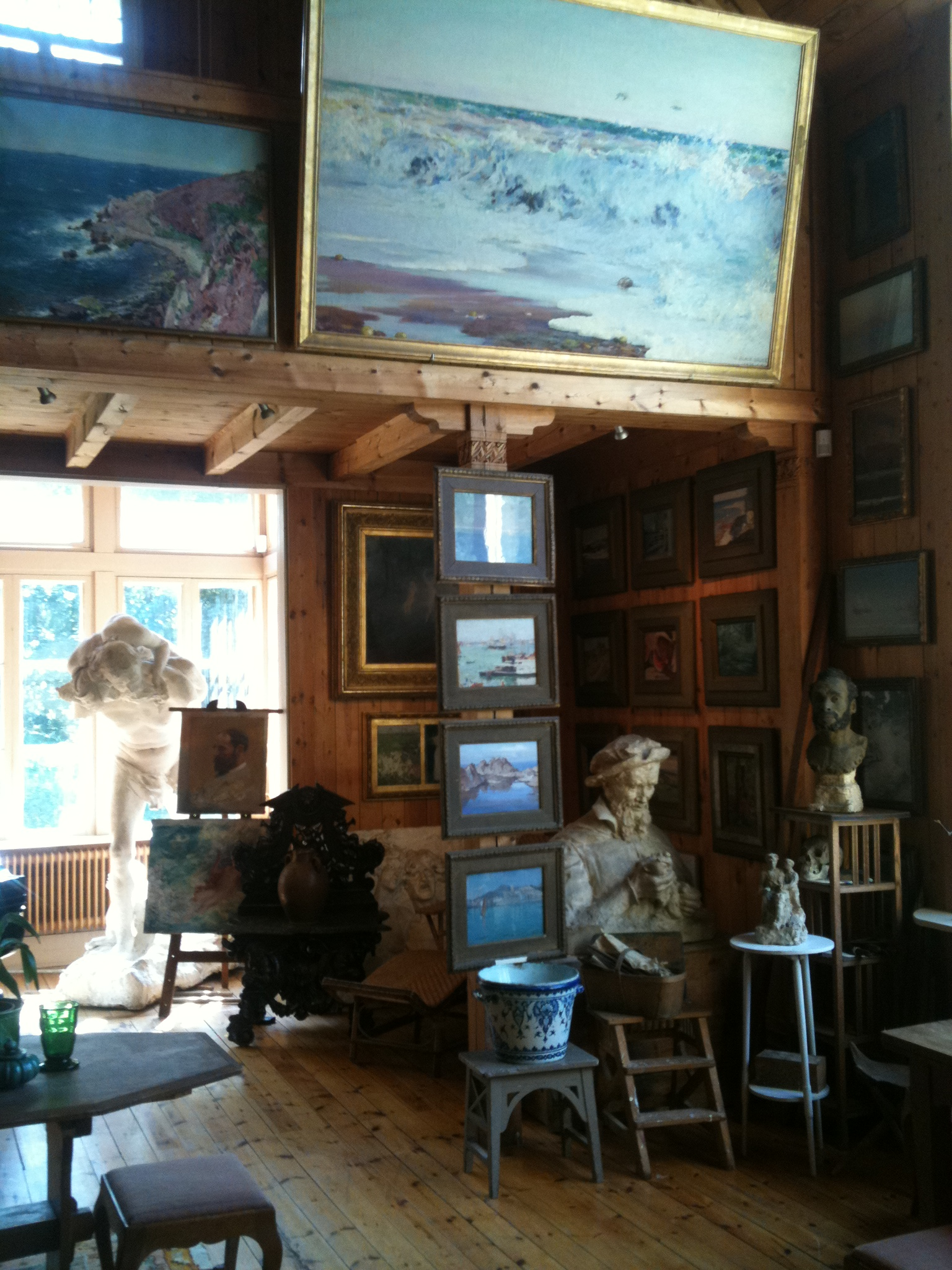
Innenansicht von Brucebo mit Gemälden von William Blair Bruce

- The Royal Palace in Stockholm, Schwedisches Nationalmuseum, Stockholm
- The Departure of the Ship, Schwedisches Nationalmuseum, Stockholm
- Morning Fog, Schwedisches Nationalmuseum, Stockholm
- The White Steamer, Schwedisches Nationalmuseum, Stockholm
- On the Quay, Schwedisches Nationalmuseum, Stockholm
- On Skeppsbron, Stockholm, Schwedisches Nationalmuseum, Stockholm
- Carboys, Schwedisches Nationalmuseum, Stockholm
- Hoar-frost, Schwedisches Nationalmuseum, Stockholm
- Pinien im Schnee, Schwedisches Nationalmuseum, Stockholm
- Die große Wolke, Schwedisches Nationalmuseum, Stockholm
- Blasender Mistral, Schwedisches Nationalmuseum, Stockholm
- Freiluftatelier, Schwedisches Nationalmuseum, Stockholm
- Marine, Musée d’Orsay, Paris
- Setting Moon, Brucebo, National Gallery of Canada, Ottawa
- Bathing Woman, Capri, National Gallery of Canada, Ottawa
- The Smiths, National Gallery of Canada, Ottawa
- Joy of the Nereids, National Gallery of Canada, Ottawa
- Sunset, Barbizon, France, Museum London, London (Ontario)
- Harvest Time, Agnes Etherington Art Centre, Kingston (Ontario)
- Landscape with Poppies, Art Gallery of Ontario, Toronto
- The Phantom Hunter und 28 weitere Gemälde, Art Gallery of Hamilton, Hamilton (Ontario)
- Zahlreiche Werke im Künstlerhaus Brucebo auf Gotland